# Discografia di Suzan & Freek
La discografia di Suzan & Freek, duo musicale olandese, è costituita da tre album in studio, tre EP e oltre venti singoli, pubblicati tra il 2015 e il 2023.

## Album

### Album in studio
| Anno | Titolo | Classifiche | Classifiche | Certificazioni |
| Anno | Titolo | BEL (FL)    | NDL         | Certificazioni |
| ---- | --- | ----------- | ----------- | -------------- |
| 2019 | Gedeeld door ons - Pubblicato: 27 settembre 2019 - Etichetta: Sony Music - Formati: CD, LP, download digitale, streaming | 2           | 2           | - NDL: Platino |
| 2021 | Dromen in kleur - Pubblicato: 29 ottobre 2021 - Etichetta: Sony Music - Formati: CD, LP, download digitale, streaming    | 4           | 1           | - NDL: Platino |
| 2023 | Iemand van vroeger - Pubblicato: 22 settembre 2023 - Etichetta: Sony Music - Formati: LP, download digitale, streaming   | 1           | 1           | - NDL: Platino |

## Extended play
| Anno                                                                          | Titolo | Classifiche |
| Anno                                                                          | Titolo | BEL (FL)    |
| ----------------------------------------------------------------------------- | --- | ----------- |
| 2017                                                                          | Glass House Sessions - Pubblicato: 29 settembre 2017 - Etichetta: Sony Music - Formati: CD, download digitale, streaming | —           |
| 2020                                                                          | Beste zangers seizoen 2020 - Pubblicato: 29 ottobre 2020 - Etichetta: Sony Music - Formati: download digitale, streaming | 81          |
| 2022                                                                          | Liefde voor muziek 2022 - Pubblicato: 16 maggio 2022 - Etichetta: Sony Music - Formati: download digitale, streaming     | 118         |
| "—" indica una pubblicazione non classificata o non pubblicata in quel Paese. | |             |

## Singoli
| Anno                                                                          | Titolo                         | Classifiche | Classifiche | Certificazioni                        | Album di provenienza       |
| Anno                                                                          | Titolo                         | BEL (FL)    | NDL         | Certificazioni                        | Album di provenienza       |
| ----------------------------------------------------------------------------- | ------------------------------ | ----------- | ----------- | ------------------------------------- | -------------------------- |
| 2015                                                                          | Are You with Me                | —           | —           |                                       | /                          |
| 2015                                                                          | SummerThing!                   | —           | —           |                                       | /                          |
| 2016                                                                          | Don't Let Me Down              | —           | —           |                                       | /                          |
| 2017                                                                          | You Don't Know Me              | —           | —           |                                       | /                          |
| 2017                                                                          | Hips Don't Lie                 | —           | —           |                                       | Glass House Sessions       |
| 2017                                                                          | Altijd wel iemand              | —           | —           |                                       | Glass House Sessions       |
| 2017                                                                          | Weather with You               | —           | —           |                                       | Glass House Sessions       |
| 2017                                                                          | Love Me Just a Little Bit More | —           | —           |                                       | Glass House Sessions       |
| 2017                                                                          | Jolene                         | —           | —           |                                       | Glass House Sessions       |
| 2018                                                                          | One Kiss                       | —           | —           |                                       | /                          |
| 2018                                                                          | Als het avond is               | 4           | 3           | - BEL: Platino (2) - NDL: Platino (3) | Gedeeld door ons           |
| 2019                                                                          | Blauwe dag                     | 5           | 5           | - BEL: Oro - NDL: Platino (2)         | Gedeeld door ons           |
| 2019                                                                          | Deze is voor mij               | 27          | 47          | - NDL: Oro                            | Gedeeld door ons           |
| 2020                                                                          | Weg van jou                    | 21          | 20          | - NDL: Oro                            | Dromen in kleur            |
| 2020                                                                          | De overkant (con Snelle)       | 11          | 6           | - BEL: Oro - NDL: Platino             | Dromen in kleur            |
| 2020                                                                          | Papa                           | —           | 10          | - NDL: Oro                            | Beste sangers seizoen 2020 |
| 2021                                                                          | Goud                           | 17          | 4           | - BEL: Oro - NDL: Platino             | Dromen in kleur            |
| 2021                                                                          | Onderweg naar later            | 36          | 8           | - NDL: Oro                            | Dromen in kleur            |
| 2021                                                                          | Dromen in kleur                | 27          | 21          |                                       | Dromen in kleur            |
| 2022                                                                          | Honderd keer                   | 48          | 12          | - NDL: Platino                        | Iemand van vroeger         |
| 2022                                                                          | Kwijt                          | 30          | 12          | - NDL: Platino (2)                    | Iemand van vroeger         |
| 2023                                                                          | Slapeloosheid                  | 7           | 9           | - NDL: Platino (2)                    | Iemand van vroeger         |
| 2023                                                                          | Nooit meer regen               | 20          | 29          |                                       | Iemand van vroeger         |
| 2023                                                                          | Vas-y (ga maar) (con Claude)   | 44          | 8           | - NDL: Oro                            | Iemand van vroeger         |
| 2024                                                                          | Als ik mezelf verlies          | —           | —           |                                       | /                          |
| 2024                                                                          | Verleden tijd                  | 34          | 45          |                                       | /                          |
| "—" indica una pubblicazione non classificata o non pubblicata in quel Paese. |                                |             |             |                                       |                            |

## Altri brani entrati in classifica
| Anno                                                                          | Titolo                          | Classifiche | Classifiche | Album di provenienza       |
| Anno                                                                          | Titolo                          | BEL (FL)    | NDL         | Album di provenienza       |
| ----------------------------------------------------------------------------- | ------------------------------- | ----------- | ----------- | -------------------------- |
| 2019                                                                          | Mag ik daar even stil bij staan | —           | 55          | Gedeeld door ons           |
| 2020                                                                          | Straks is het te laat           | —           | 97          | Beste sangers seizoen 2020 |
| 2020                                                                          | Het spijt me niet               | —           | 89          | Beste sangers seizoen 2020 |
| 2020                                                                          | 't Geeft niet                   | —           | 67          | Beste sangers seizoen 2020 |
| 2020                                                                          | De helft van wat je doet        | —           | 52          | Beste sangers seizoen 2020 |
| 2020                                                                          | Hou vol hou vast (con Tabitha)  | —           | 22          | Beste sangers seizoen 2020 |
| 2022                                                                          | Dit is voor jou                 | 44          | —           | Liefde voor muziek 2022    |
| 2023                                                                          | De helft van mij                | 15          | 46          | Iemand van vroeger         |
| "—" indica una pubblicazione non classificata o non pubblicata in quel Paese. |                                 |             |             |                            |

## Video musicali
| Anno | Titolo                         | Regista                            |
| ---- | ------------------------------ | ---------------------------------- |
| 2015 | Are You with Me                |                                    |
| 2016 | Don't Let Me Down              |                                    |
| 2017 | Daddy Lessons                  |                                    |
| 2017 | You Don't Know Me              |                                    |
| 2017 | Altijd wel iemand              |                                    |
| 2017 | Love Me Just a Little Bit More |                                    |
| 2017 | Jolene                         |                                    |
| 2018 | Als het avond is               | Eric Zwiers                        |
| 2019 | Blauwe dag                     | Jelle Posthuma                     |
| 2019 | Deze is voor mij               | Jelle Posthuma                     |
| 2020 | Weg van jou                    | Frank van der Steen e Jamel Armand |
| 2020 | De overkant (con Snelle)       | Beer ten Kate                      |
| 2021 | Goud                           | Dennis Lubbers                     |
| 2021 | Onderweg naar later            | Jan Willem Schram                  |
| 2021 | Dromen in kleur                | Dennis Lubbers                     |
| 2022 | Honderd keer                   | Sander Janssen                     |
| 2022 | Kwijt                          | The X                              |
| 2023 | Slapeloosheid                  | Cas Lebbink                        |
| 2023 | Nooit meer regen               | The X                              |
| 2023 | Vas-y (ga maar) (con Claude)   | Ferdi Eggink                       |